# Algèbre de Leibniz
Pour les articles homonymes, voir Algèbre (homonymie).
En mathématiques, une algèbre de Leibniz (droite), ainsi nommée d'après Gottfried Wilhelm Leibniz, et parfois appelée algèbre de Loday, d'après Jean-Louis Loday, est un module L sur un anneau commutatif R muni d'un produit bilinéaire [-,-], appelé crochet, satisfaisant l'identité de Leibniz
{\displaystyle [[a,b],c]=[a,[b,c]]+[[a,c],b].\,}
En d'autres termes, la multiplication à droite par un élément c est une dérivation. Si, de plus, le crochet est alterné (i.e. [a, a] = 0) alors l'algèbre de Leibniz est une algèbre de Lie. En effet, dans ce cas [a, b] = −[b, a] et l'identité de Leibniz est équivalente à l'identité de Jacobi ([a, [b, c]] + [c, [a, b]] + [b, [c, a]] = 0). Inversement toute algèbre de Lie est une algèbre de Leibniz.
Le module tensoriel T(V) sur l'espace vectoriel V devient une algèbre de Loday pour le produit
{\displaystyle [a_{1}\otimes \cdots \otimes a_{n},x]=a_{1}\otimes \cdots a_{n}\otimes x\quad {\text{pour }}a_{1},\ldots ,a_{n},x\in V.}
C'est l'algèbre de Loday libre sur V.
Les algèbres de Leibniz furent découvertes par Jean-Louis Loday en remarquant que le bord du complexe de Chevalley–Eilenberg sur le module extérieur d'une algèbre de Lie peut être remonté en un bord sur le module tensoriel, donnant ainsi un nouveau complexe. En fait, ce complexe est bien défini pour toute algèbre de Leibniz. Son homologie HL(L) est appelée homologie de Leibniz. Si L est l'algèbre de Lie des matrices (infinies) sur une R-algèbre A alors l'homologie de Leibniz de L est le module tensoriel sur l'homologie de Hochschild de A.